# Dobrics (város)
Dobrics (Добрич) város Bulgária északkeleti részén, Várnától 45, a tengerparttól 34 kilométerre. Törökök alapították a 16. században, 1878-ban az Oszmán Birodalomtól Bulgáriához került, a két világháború között Románia területén helyezkedett el. Dobrics megye székhelye, a 2011-es népszámlálás szerint Bulgária kilencedik legnépesebb városa.

## Nevének eredete
Dobrics Dobrotica (Добротица) despota tiszteletére kapta nevét, aki a 14. században a Fekete-tenger partján elhelyezkedő Karvuna Fejedelemséget uralta, és egyes források szerint szláv, mások szerint kun, román, vagy török volt; valószínűleg Dobrudzsát is róla nevezték el.
A város csak 1882-től viseli a Dobrics nevet; korábban több, mint három évszázadon keresztül Hacıoğlu Pazarcıknak (röviden Pazarcıknak, azaz kis vásárnak) nevezték alapítója, Hacıoğlu Bakal oszmán vándorkereskedő után. 1913–1940 között Bazargic, 1949–1990 között pedig a Tolbuhin nevet viselte, az utóbbit Fjodor Ivanovics Tolbuhin után, aki a második világháború során, 1944-ben felszabadította (más szempont szerint elfoglalta) a területet.

## Földrajz
A Dobrudzsai fennsíkon, Bulgária északkeleti részén fekszik, a Dobrics folyó két partján. Várnától 45 kilométerre északra, 43°34' északi szélesség és 27°49' keleti hosszúság alatt helyezkedik el. Tengerszint feletti magassága 220 méter, területe 109,5 km2.
Éghajlata nedves kontinentális 10,2ºC évi átlaghőmérséklettel, 540 mm csapadékmennyiséggel, és 78%-os nedvességgel. Egykoron erdők uralták a környéket, de ezeket mára kiirtották, hogy felhasználhassák a területet mezőgazdasági célokra. Ennek legnagyobb részét termékeny feketeföld borítja, de a völgyekben hordalékos talaj is található. A vízfolyások száma nagyon kevés.

## Története

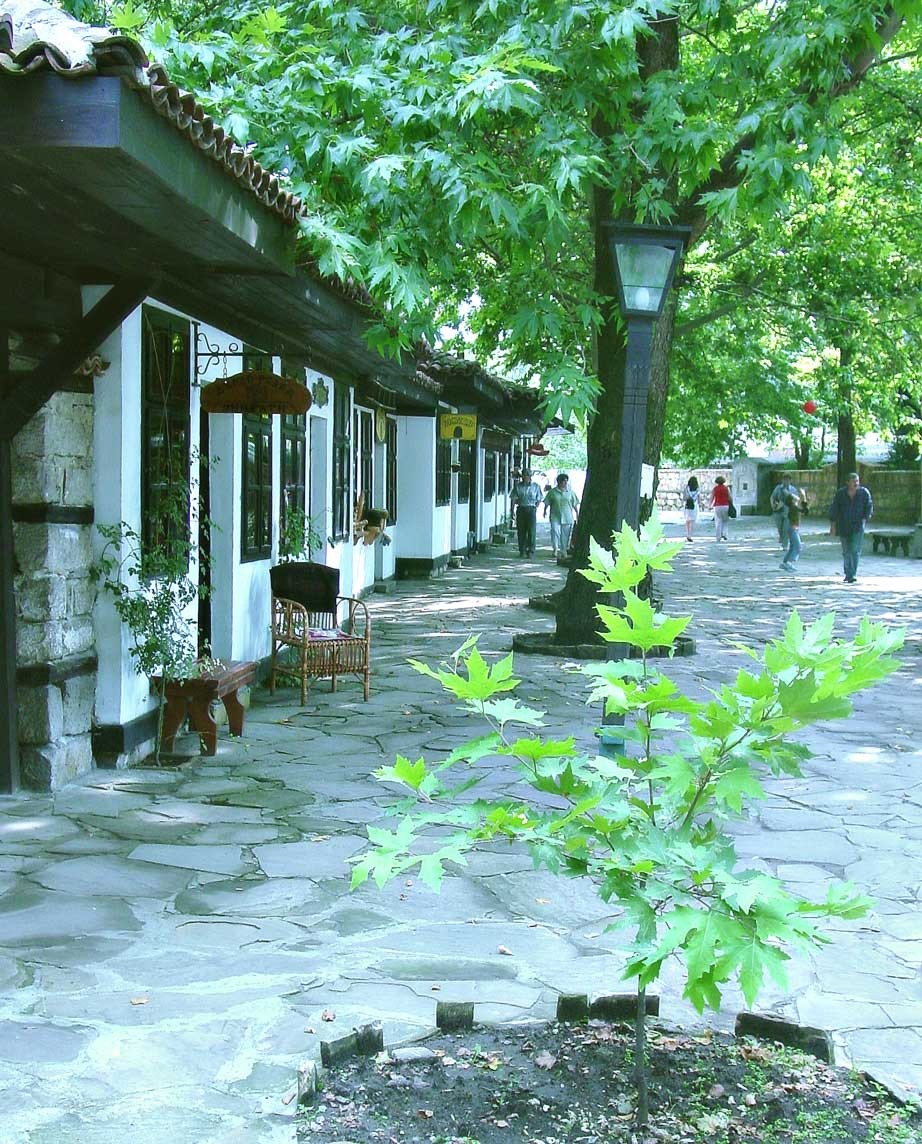
Rekonstruált régi muzulmán negyed

Határában ókori leleteket és romokat tártak fel (közöttük egy bolgár nekropoliszt), melyek megerősítik, hogy kisebb-nagyobb megszakításokkal az i. e. 6. századtól egészen a korai középkorig lakták a környéket, azonban a nomád népek – főként a besenyők – betöréseinek következtében a falvak elpusztultak és a terület elnéptelenedett.
Oszmán források szerint a települést a 16. század elején alapította egy Hacıoğlu Bakal nevű vándorkereskedő. 1530-ban Hacıoğlu néven 14 háztartással szerepel (körülbelül 60–70 lakos), a század közepén pedig már városként, Hacıoğlu Pazarcık néven említik, mely arra utal, hogy itt vásáros központ volt (pazarcık = kis vásár). A következő évtizedekben mecsetek épültek, megépítették csatornahálózatát és hídjait. A 17. század közepén 2700–2800 lakosú, tizenkilenc városrészre osztott, nagy bazárral és fürdővel büszkélkedő, kizárólag muzulmánok által lakott városként írják le. 1667-ben Evlija Cselebi is meglátogatta, és beszámolt az İbrahim Ağa által készített, 50 000 aranyba kerülő vízvezetékről, mely egy két órányi távolságra levő forrásból szállított vizet a város kútjaiba.
A 18. század közepén Dobrudzsa egyik legnagyobb városa volt, 794 háztartással. Megjelentek az örmények és a bolgárok (1752-ben 11 keresztény háztartás volt), akiket nem sokkal később zsidók követtek, majd a század végén az orosz gyarmatosítás elől menekülő krími tatárok. A 19. század első felében az orosz–török háborúk során az oroszok többször szétdúlták, a muzulmán lakosság körében vérengzést rendeztek; ezzel párhuzamosan a háborúk elől menekülő bolgárok telepedtek be. A város ennek ellenére fejlődött: iskolákat, templomokat, kórházat, postahivatalt építettek, parkot létesítettek, kiállításokat szerveztek. Felix Philipp Kanitz Balkán-utazó csillagként ragyogó városként írja le, és elismerően szól gyönyörűen épített utcáiról és európai szintű kórházáról. Az etnikai arányok sem változtak meg számottevően: 1873-ban a lakosság 85%-a még muzulmán (török, tatár) volt.
1878-ban, az orosz–török háború lezárásaként az akkor még török többségű Dobrudzsát felosztották Románia és Bulgária között. Dél-Dobrudzsa, és így Hacıoğlu Pazarcık városa is, Bulgáriához került. A város hanyatlani kezdett: a muzulmánok török földre költöztek, helyükbe Bulgária legszegényebb részeiből érkeztek telepesek. A település nevét 1882-ben Dobricsra változtatták.
A termékeny és stratégiai jelentőségű Dél-Dobrudzsára Románia is jogot formált, arra hivatkozva, hogy a 14–15. századok fordulóján rövid ideig Havasalföldhöz tartozott; sőt egyes források ősi dák földnek tekintik, ahol a románok évezredek óta megszakítás nélkül éltek. A Balkán-háború alkalmával Románia elérkezettnek látta az időt a térség bekebelezéséhez, és a törökök mellett lépett hadba a bolgárok ellen, így elérte, hogy az 1913-as békében neki ítéljék Dél-Dobrudzsát. Bulgária azonban nem mondott le a területről és az első világháború során, 1916-ban visszafoglalta (ebben döntő szerepe volt a dobricsi csatának, ahol a bolgárok egy kétszeres számbeli fölényben levő román–orosz sereget futamítottak meg), azonban a háború után ismét visszakerült Romániához.

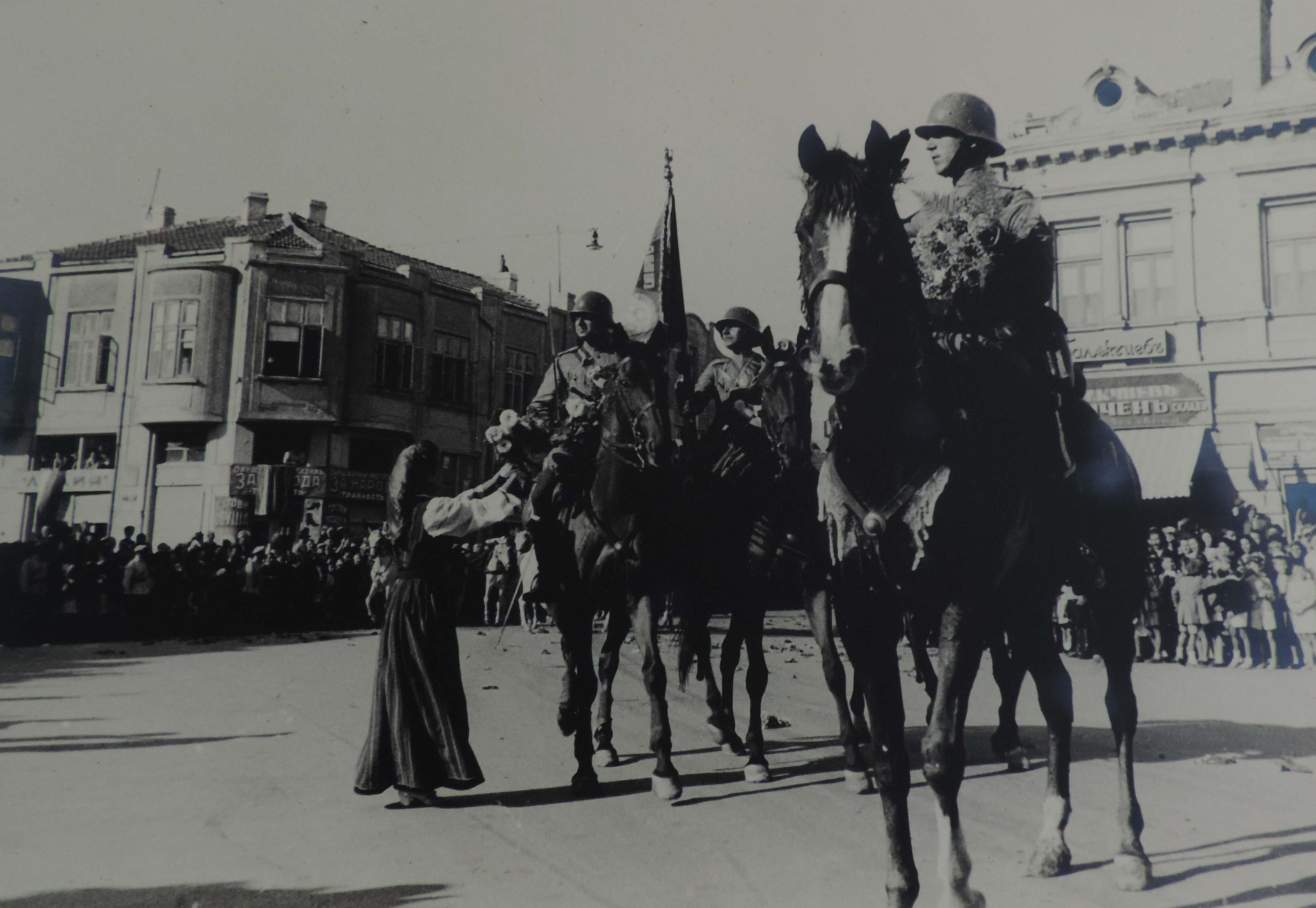
A bolgárok bevonulása 1940-ben

A város új neve Bazargic lett (a régi Pazarcık név romános változata), és az újonnan megalapított Caliacra megye központjává tették. Erőteljes románosítás kezdődött (a dél-dobrudzsai románok aránya negyed század alatt 2,4%-ról 29%-ra nőtt), főként a bolgár lakosság szenvedett hátrányos megkülönböztetést. A két világháború közötti időszakban Dobrics (Bazargic) a bolgár ellenállás egyik központja volt. Ugyanakkor a térség nagy léptekkel fejlődött; vasútvonalakat építettek (1915-ben átadták a Medgidia–Bazargic–Novo Botevo vonalat), a városban gyárakat és farmokat létesítettek.
1940. szeptember 7-én a craiovai egyezmény értelmében Dél-Dobrudzsa visszakerült Bulgáriához, és rögtön ezután bolgár–román lakosságcsere is történt, Bazargic pedig visszakapta a Dobrics nevet és Dobrics megye székhelye lett. Mivel a második világháborút lezáró békeszerződések nem bírálták felül az egyezményt, a terület véglegesen Bulgária része maradt. A bolgár hadsereg szeptember 25-én vonult be a városba, ezt a napot 1990 óta Dobrics napjaként ünneplik.
1949 és 1990 között mind a város, mind a megye Tolbuhin nevét viselte, aki 1944-ben vonult be a térségbe. A település arculata megváltozott, gyárak és modern tömbháznegyedek épültek, fejlett iparra és mezőgazdaságra tett szert. Ugyanakkor a hatalomváltások során a muzulmán emlékek többsége eltűnt a városból: míg 1873-ban még húsz mecset volt, addig 1970-ben már csak kettő állt. A régi dzsámi körüli részt újjáépítették (bár minaretjét lebontották) és ma a hely szabadtéri néprajzi múzeumként, turisztikai látványosságként szolgál.

## Népesség
1872-ben lakosságát 14 000 főre becsülték. Ekkor több, mint kétezer  háztartás volt a városban, melyekből 1080 tatár, 760 török, 285 bolgár, 30 örmény, 30 cigány. Egy 1876-os leírás a környékbeli falvakat is beleértve 4640 muzulmán és 523 keresztény háztartást számlált.
Népszámlálást legelőször 1887-ben végeztek, ekkor 10 717 fő lakta. A népesség 1910-ben meghaladta a 17 000-et, 1946-ban pedig a 30 000-et. 1985-ben 109 170 lakost számoltak, azonban az 1990-es rendszerváltás után népessége csökkenni kezdett, 2018-ban 83 584 ember lakta (elővárosaival 105 263). A 2010-es években a lakosok 87,5%-a bolgárnak, 8,1%-a töröknek vallotta magát.

## Látnivalók

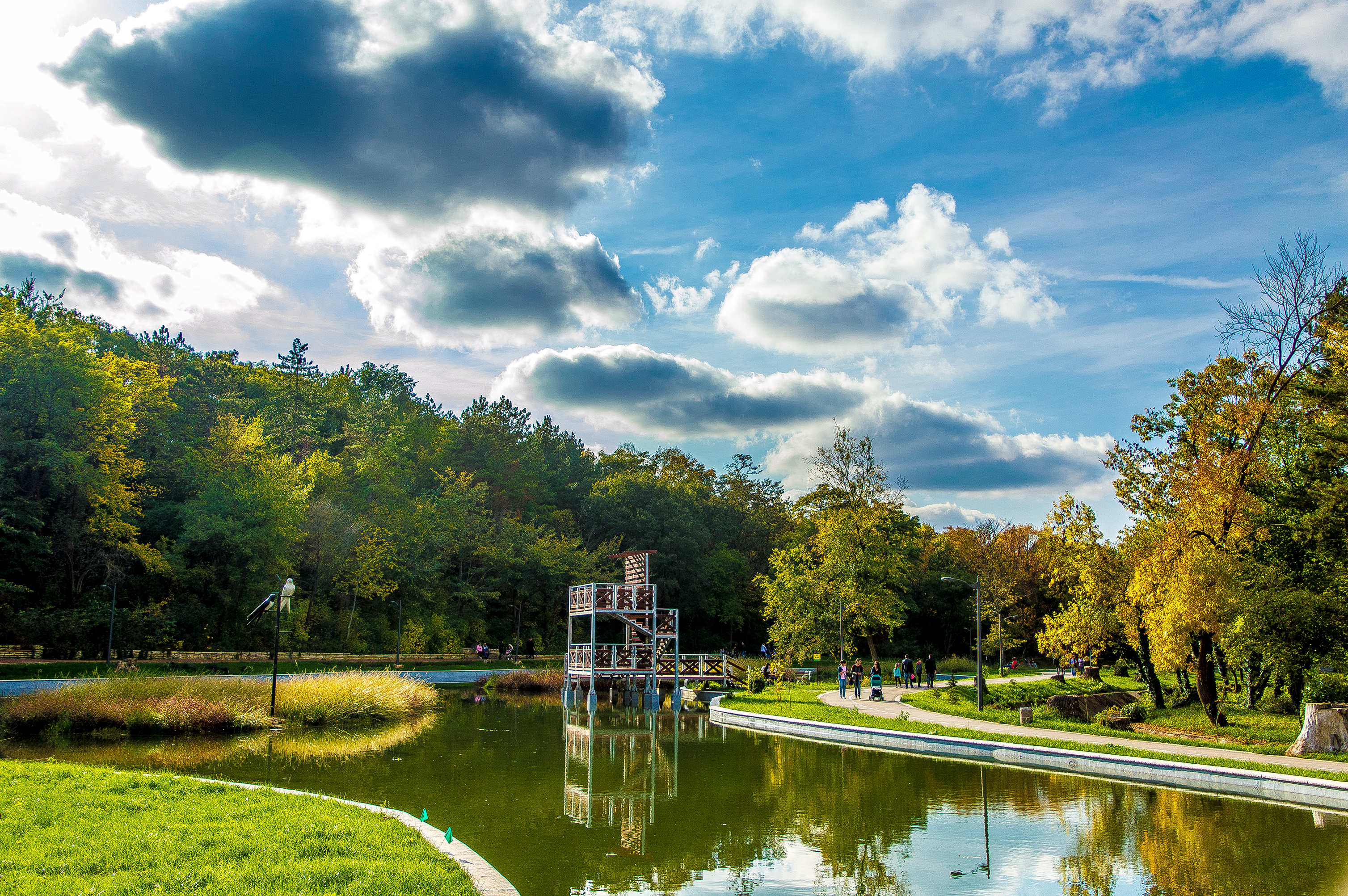
A Szent György-park

- Természet- és Állatvédelmi Központ, 16 hektár területű, Kelet-Európában egyedülállónak tartott vadaspark, ahol több, mint százféle állatfaj él[17]
- Szent György-park, 1867-ben alapított, 2,5 hektáros városi park[17]
- Szent György-templom, 1843-ban épített, a krími háború alatt elpusztult, 1868-ban újjáépített ortodox templom[18]
- Jordan Jovkov múzeum, Dobrudzsa történelmét bemutató múzeum, 1953-ban alapították, gyűjteménye 163 000 darabot számlál[18]
- Jordan Jovkov író emlékháza[18]
- Szabadtéri néprajzi múzeum: az oszmán időket idéző rekonstruált épületegyüttes, beleértve a Dobrics jelképének tartott óratornyot[18][19]
- Képtár[18]

## Gazdaság
Dobrics megye sokáig Bulgária egyik legfejlettebb gazdasági területe volt, a 20. században számos gyár épült (főleg a kohászatot és a textilipart fejlesztették), azonban az 1990-es rendszerváltás és az ezt követő kivándorlás a régió hanyatlását vonta maga után. A 21. század elején az egyetlen jól fejlett ágazat a mezőgazdaság – termékeny földje miatt az ország éléskamrájának is nevezik.
A 2010-es években Dobrics megyében az egy főre jutó bruttó hazai termék csak 63%-a volt a bolgár átlagnak, és 14%-a az európai átlagnak.

## Oktatás
Oktatási intézményt már a 16. század közepén említenek, 1873-ban pedig már tizenkét iskolája volt. 1928-ban, a román uralom alatt öt óvoda, kilenc elemi iskola (öt muzulmán, három bolgár, egy örmény), és öt magasabb képzést nyújtó intézmény működött. A 2010-es években 17 óvoda, 7 elemi iskola, 5 középiskola, 3 kisegítő iskola, 7 szakiskola, egy sportiskola, és két magániskola volt a városban.

## Közlekedés
A Dobrics által kezelt utcák 165 kilométert tesznek ki, melyek közül 60 kilométernyi főút. Létezik tömegközlekedés. A várost körgyűrű övezi, mely szabályozza az áthaladó és kimenő forgalmat a környező települések felé. A vasút gyors összeköttetést teremt a fővárossal, a tengerparttal, és az európai országokkal, de busszal is el lehet jutni az ország más városaiba.